# Aktueller Software Markt
Pour les articles homonymes, voir ASM.
Aktueller Software Markt (littéralement Marché Actuel du Logiciel), communément appelé par son acronyme, ASM, est un magazine de jeu vidéo multi plate-forme allemand publié par Tronic Verlag de 1986 à 1995. 

## Histoire
ASM est l'un des premiers magazines publiés en Allemagne axé sur les jeux vidéo, même si les premiers numéros du magazine couvraient le marché du logiciel en général pour presque toutes les plates-formes à ce moment, d'où le nom complet du magazine. Selon le magazine lui-même, il a été le premier journal de logiciel pour ordinateur en Allemagne. Cependant, il a vite évolué vers un magazine de jeu vidéo.
Le premier numéro est publié en mars 1986, le numéro de février 1995 est le dernier numéro. Du premier numéro jusqu'à celui de septembre 1991, Manfred Kleimann est le rédacteur en chef du magazine, puis il est remplacé par Matthias Siegk. Avec le numéro de mai 1993, Peter Schmitz prend la place de rédacteur en chef jusqu'à la fin d’ASM.
Pendant les dernières années de l'histoire d’ASM, le nom change deux fois. Avec le numéro de décembre 1993, le magazine est renommé ASM – Das Spaß-Magazin, ce qui signifie "ASM – Le Magazine Amusant". Un autre changement de nom se produit avec le numéro de novembre 1994, maintenant le nom complet du magazine est ASM – Das Ordinateur-Spaß-Magazin, littéralement "ASM – Le Magazine Informatique Amusant", qui est utilisé jusqu'au dernier numéro.